# Упередження нормального перебігу
Упередження нормального перебігу, або упередження нормальності, — це ментальний стан, в який входить людина, коли стикається з надзвичайною ситуацією. Воно змушує людей недооцінювати як можливість нещастя, так і його можливі наслідки. Це може призводити до ситуацій, коли люди належним чином не підготуються до надзвичайної ситуації (напр. стихійного лиха), а в більшому масштабі — до неготовності державної влади включати населення до своїх зусиль з попередження нещастя або зменшення її наслідків.
При цьому упередженні людина діє з припущення, що оскільки нещастя ще жодного разу з нею не відбувалось, воно ніколи і не відбудеться. Наслідком цього може стати нездатність людини впоратись з нещастям, якщо воно трапиться. Людям, які схильні до упередження нормальності, складно реагувати на щось, що з ними раніше не траплялось. Вони також схильні сприймати попередження найбільш оптимістичним чином, користуючись будь-якою непевністю, щоб проінтерпретувати її на користь менш серйозних наслідків.
Протилежним до упередження нормального перебігу є надмірна реакція, або упередження «впевненості у найгіршому», коли найменші відхилення від нормального перебігу інтерпретуються як сигнали катастрофи, що насувається.

## Наслідки
Упередження нормального перебігу часто має наслідком загибель людей, якої можна було б уникнути, у катастрофічних ситуаціях. Відсутність підготовки до нещасть (стихійних лих) часто веде до ненадійного укриття, нестачі запасів та відсутності планів евакуації. А коли навіть ці речі наявні, люди з упередженням нормальності часто відмовляються залишити свої домівки.
Упередження нормальності може спричинити серйозну недооцінку наслідків нещастя. Людина лишається переконана, що все буде нормально, коли і повідомлення у ЗМІ, і слова та дії сусідів дають їм підстави вважати, що ризик існує. Упередження нормального перебігу створює когнітивний дисонанс, який їм потрібно усунути. Деякі усувають його відмовою вірити новим попередженням та відмовою евакуюватись (підтримуючи упередження нормальності), а інші усувають шляхом уникнення небезпеки. Ймовірність того, що частина людей відмовиться евакуюватись, спричиняє суттєві проблеми при плануванні реагування та попередження надзвичайних ситуацій.

## Можлива причина
Однією з причин упередження нормальності може бути те, як мозок обробляє нові дані. Результати досліджень вказують на те, що навіть у спокійному стані мозку потрібно 8-10 секунд на обробку нової інформації. Стрес уповільнює цей процес, і коли мозок не може знайти прийнятної реакції на ситуацію, він фіксується на єдиному і часто «за замовчуванням» рішенні, яке може бути або може не бути правильним. Еволюційною причиною цієї відповіді може бути те, що параліч дає тварині шанс на виживання від час нападу; хижаки з меншою імовірністю побачать здобич, яка не рухається.

## Уникнення та зменшення
Негативні наслідки упередження на рівні держави/спільноти можна нівелювати чотирма стадіями реагування на надзвичайну ситуацію:
- підготовка, включно з публічним визнанням можливості надзвичайної ситуації  та формуванням планів реагування
- попередження, включно з оголошенням чітких, недвозначних, частих повідомлень та допомога населенню зрозуміти та повірити в них
- реакція, стадія, коли працюють плани реагування і співпрацюють служби з надзвичайних ситуацій, порятунку та допомоги потерпілим
- наслідки, або відновлення рівноваги після події шляхом надання запасів та допомоги потерпілим.

## Надмірна реакція
Протилежним до упередження нормального перебігу є упередження надмірної реакції (упередження «впевненості у найгіршому»). Враховуючи ефект регресії до середнього, більшість відхилень від нормального перебігу не мають наслідком катастрофу, незважаючи на регулярні пророцтва кінця світу. З точки зору логіки і недостатня реакція («упередження нормального перебігу») і надмірна реакція («впевненість у найгіршому») є когнітивними недоліками.